# Studham
Studham est un village et une paroisse civile du Bedfordshire, en Angleterre. Il est situé dans le sud du comté, non loin des frontières avec le Buckinghamshire et le Hertfordshire. Au moment du recensement de 2001, il comptait 1 125 habitants.